# Citrix Presentation Server
In informatica Citrix Presentation Server (in passato conosciuto come Citrix MetaFrame Server) è un hardware o software dedicato alle tecniche di accesso remoto ad applicazioni centralizzate. Il prodotto si basa sulla pubblicazione della parte client di applicazioni che avviene sotto forma di desktop contenente varie icone, una per applicazione consentendo agli utenti di collegarsi, tramite intranet, Internet o altra tipologia di connessione alle applicazioni disponibili sui server centrali consentendo di escludere la necessità di installare la parte client nella stazione di lavoro dell'utente finale.

## Descrizione
Un vantaggio della pubblicazione di applicazioni del tipo Presentation Server è la possibilità per gli utenti di connettersi a queste applicazioni da casa propria, dagli internet point degli aeroporti, da smartphone e da altri dispositivi fuori dalla propria rete aziendale.
Da una prospettiva dell'utente finale, in base alle autorizzazioni loro concesse dall'amministratore di rete, possono collegarsi ai servizi della propria rete aziendale da, per esempio, un access point dell'aeroporto, e fruire di tutte le applicazioni di cui dispongono tutti i giorni al lavoro, incluse i servizi di e-mail e qualunque applicazione interna che accetti i protocolli di comunicazione erogati da Citrix; Dalla prospettiva dell'amministratore di rete vi è tra le altre cose la possibilità di garantire un accesso da un internet point in un modo più controllato.
L'avvento di tale concetto software è una notevole evoluzione di quanto in passato facevano i sistemi mainframe/terminale, dove un potente computer centrale faceva la maggior parte del lavoro di elaborazione e quelli più piccoli, macchine molto meno potenti, fornivano l'interfaccia per l'utente.
Alcune istituzioni accademiche e grosse multinazionali ricorrono alla tecnica dei Presentation Server per fornire ai loro studenti e/o dipendenti la facoltà di accesso remoto alle applicazioni installate sui server dell'università e aziendali.